# Concours national de la résistance et de la déportation
 (janvier 2024).
Le Concours national de la résistance et de la déportation (CNRD) a été créé officiellement en 1961 par Lucien Paye, ministre de l'Éducation nationale, à la suite d'initiatives de la Confédération nationale des Combattants volontaires de la  Résistance (CNCVR), de la Fédération nationale des déportés et internés de la résistance (FNDIR) et de l'association « Le Réseau du Souvenir » du révérend-père Michel Riquet. 
Ce concours a pour objectif de perpétuer chez les jeunes Français la mémoire de la Résistance et de la déportation afin de leur permettre de s'en inspirer et d'en tirer des leçons civiques dans leur vie d'aujourd'hui. Il leur donne l'occasion de rencontrer directement déportés et résistants, et d'établir à ce titre un lien tangible entre les générations.

## Règlement
Le concours est ouvert aux élèves des établissements publics et privés sous contrat (classes de troisième des collèges, lycées d'enseignement général et technologique, lycées professionnels, CAP), ainsi qu'aux élèves des établissements d'enseignement agricole, des établissements relevant du ministère de la Défense et des établissements français à l'étranger. Depuis l'année scolaire 2009-2010, les jeunes placés dans les centres éducatifs fermés et les mineurs et jeunes majeurs scolarisés dans les établissements pénitentiaires ont également été intégrés au dispositif à titre expérimental.
Catégories :
- première catégorie : classes de tous les lycées. Réalisation d'un devoir individuel en classe, portant sur le sujet académique — durée 3 h ;
- deuxième catégorie : classes de tous les lycées. Réalisation d'un travail collectif qui peut être un mémoire, associé ou non à d'autres supports, portant sur le thème annuel ;
- troisième catégorie : classes de tous les lycées. Réalisation d'un travail collectif, exclusivement audiovisuel (film, document radiophonique), portant sur le thème annuel ;
- quatrième catégorie : classes de troisième. Rédaction d'un devoir individuel en classe, portant sur le sujet académique — durée : 2 h ;
- cinquième catégorie : classes de troisième. Réalisation d'un travail collectif qui peut être un mémoire, associé ou non à d'autres supports, portant sur le thème annuel ;
- sixième catégorie : classes de troisième. Réalisation d'un travail collectif, exclusivement audiovisuel (film, document radiophonique...), portant sur le thème annuel.

Pour les deuxième et cinquième catégories, le jury national ne retiendra que des travaux produits par deux élèves au minimum.
Les épreuves des première et troisième catégories doivent être réalisées en classe, sous surveillance, dans les temps indiqués ci-dessus. Les candidats ne disposent d'aucun document personnel pendant la composition. Ces épreuves individuelles doivent être réalisées sur des supports garantissant l'anonymat des candidats lors de l'évaluation des copies au niveau départemental.
Pour les épreuves des première et quatrième catégories, les établissements français à l'étranger s'adressent à leur académie de rattachement qui leur fournit les sujets. Une fois l'épreuve passée, les copies des candidats des établissements français à l'étranger sont directement envoyés au ministère de l'Éducation nationale.
Afin de permettre aux candidats de concourir dans des conditions identiques, les inspecteurs d'académie, directeurs des services départementaux de l'Éducation nationale, s'assurent que les sujets proposés par les commissions académiques, à partir du thème national, restent confidentiels jusqu'à la date de l'épreuve.
Pour les travaux collectifs des deuxième et cinquième catégories, les candidats peuvent avoir recours à différents supports : mémoire sous forme de dossier, cédérom, site internet, etc. Pour des raisons techniques (fragilité, sécurité…), les travaux collectifs doivent obligatoirement ne pas dépasser le format A3. Les panneaux d'exposition présentant une surface supérieure à ce format, ne sont pas examinés par le jury national. Au cas où des documents audio ou vidéo sont associés à d'autres supports, la durée des enregistrements ne doit pas excéder 50 minutes.
Pour les travaux des troisième et sixième catégories, la durée de la production audiovisuelle ne doit pas excéder 50 minutes.

## Sujets
Les thèmes annuel sont les suivants :
- 2004-2005 : « 1945 : libération des camps et découverte de l'univers concentrationnaire ; génocide et crime contre l'humanité ».
- 2005-2006 :  « Résistance et monde rural ».

- 2006-2007 : « Le travail concentrationnaire ».

- 2007-2008 : « L’aide aux personnes persécutées et pourchassées en France pendant la Seconde Guerre mondiale : une forme de résistance ».

- 2008-2009 : « L'enfant et l'adolescent dans le système concentrationnaire nazi ».

- 2009-2010 : « L'Appel du 18 juin 1940 du général de Gaulle et son impact jusqu'en 1945 ».

- 2010-2011 : « La répression de la Résistance en France par les autorités d'occupation et le régime de Vichy ».

- 2011-2012 : « Résister dans les camps nazis. On présentera les différentes formes qu'a pu prendre cette résistance et les valeurs qu'en transmettent les déportés par leurs témoignages ».

- 2012-2013 : « Communiquer pour résister (1940-1945) ».

- 2013-2014 : « La libération du territoire et le retour à la République ».

- 2014-2015 : « La libération des camps nazis, le retour des déportés et la découverte de l'univers concentrationnaire nazi ».

- 2015-2016 : « Résister par l'art et la littérature ».

- 2016-2017 : « La négation de l'Homme dans l'univers concentrationnaire nazi »[1].

- 2017-2018 : « S'engager pour libérer la France ».

- 2018-2019 : « Répressions et déportations en France et en Europe, 1939-1945. Espaces et histoire »[2].

- 2019-2020 : « 1940. Entrer en résistance. Comprendre, refuser, résister »[3] (annulé en avril en raison de la pandémie de Covid-19[4]).

- 2020-2021 : « 1940. Entrer en résistance. Comprendre, refuser, résister »[3].

- 2021-2022 : « La fin de la guerre. Les opérations, les répressions, les déportations et la fin du IIIe Reich (1944-1945) »[5].

- 2022-2023 : « L'École et la Résistance, des jours sombres aux lendemains de la Libération (1940-1945) »[6].
- 2023-2024 : « Résister à la déportation en France et en Europe »[7]
- 2024-2025 : « Libérer et refonder la France »
- 2025-2026 : « La fin de la Shoah et de l’univers concentrationnaire nazi. Survivre, témoigner, juger. (1944-1948) »

## Remise des prix
Les lauréats du concours sont souvent appelés à lire l'Appel du 18 Juin lors de la journée nationale du 18 Juin. Le 16 mai 2007, une lauréate lit la Lettre de Guy Môquet le jour de l'investiture du président de la République.
Des prix sont remis au niveau départemental et national. Les remises des prix de ce concours ont souvent lieu dans des endroits symboliques comme le palais du Luxembourg, l'hôtel de Lassay, l'hôtel des Invalides, la Sorbonne ou le palais de l'Élysée.
Pour le cinquantenaire du concours, la remise des prix a eu lieu le 16 décembre 2011 au palais de l'Élysée en présence du président de la République, du ministre de la Défense et de la secrétaire d'État à la Jeunesse et à la Vie associative, représentant le ministre de l'Éducation nationale.